# Білинський Микола Іванович
Мико́ла Іва́нович Біли́нський (* 16 січня 1852, Вінниця — 1930-і, Кам'янець-Подільський) — український історик, етнограф, мовознавець.

## Біографічні відомості
1875 року закінчив історико-філологічний факультет Університету святого Володимира в Києві.
У 1875—1877 роках викладав російську та латинську мову в Кам'янець-Подільській чоловічій гімназії . Зазнав переслідувань «за симпатії до українства». У червні 1877 року Білинського перевели на службу до міста Уральськ (Росія). До Уральська не поїхав, звільнився. Став заробляти на життя приватними лекціями в Києві.
Наприкінці 1870-х років приєднався до руху «культурників», брав участь у діяльності студентських гуртків, згодом у «Старій громаді», «Просвіті».
Працював у редакціях газет (Співробітник київських газет «Труд», «Зоря»). Перебував на чиновницькій службі в Києві, Житомирі, Херсоні, Одесі: від 1885 року — у Житомирі службовець Контролю поліських залізниць, від вересня 1887 року — співробітник Херсонської
казенної палати, від 1888 року — податковий інспектор у Олександрії Херсонської губернії, від 1893 року — податковий інспектор в Одесі.
Допомагав Борисові Грінченкові в підготовці «Словаря української мови».
У 1895—1897 роках був співвласником ілюстрованого тижневика «По морю и суше», але оскільки видання не мало успіху, його друкування припинили.
1910 року через хворобу звільнився, повернувся до Вінниці. Ініціював і брав участь у встановленні пам'ятника українському композитору Петрові Ніщинському на його могилі в селі Ворошилівка Вінницького повіту.
Від 1911 року співробітник газет «Винницкий голос», «Слово Подолии», де публікував краєзнавчо-етнографічні нариси.
Від 1921 року бібліотекар і консультант Вінницької філії Всенародної бібліотеки УАН. Входив до складу Кабінету виучування Поділля.
1926 року виїхав до Кам'янця-Подільського. Точна дата та обставини смерті невідомі.

## Праці
- Пісня про панщину. — Женева, 1876.
- Життя і діяльність Кармалюка на підставі судових актів та народних пісень. — Вінниця, 1924.
- Назва Вінниці та її транскрипція. — Вінниця, 1925.
- Вінницький замок: Історичний нарис з доби 16—18 століть. — Вінниця, 1926.
- Часописи Поділля: Історико-бібліографічний збірник. — Вінниця, 1927—1928 (у співавторстві).
- З минулого пережитого 1870—1888 // Україна. — 1928. — Книга 2.